# 道森 (北达科他州)
道森（英語：Dawson），是美国北达科他州下属的一座城市。根据2010年美国人口普查，该市有人口61人。